# 行安茂
行安 茂（ゆきやす しげる、1931年4月 - ）は、日本の倫理学者、教育哲学者。文学博士（広島大学・論文博士・1965年）（学位論文「グリーンにおける自我実現の研究」）。岡山大学名誉教授。

## 経歴
岡山県生まれ。1961年広島大学大学院文学研究科博士課程満期退学。1965年岡山理科大学助教授、同年2月「グリーンにおける自我実現の研究」。で広島大学より文学博士の学位を取得。1975年岡山大学教育学部助教授、1980年教授。1997年定年退官、名誉教授、くらしき作陽大学教授。2002年退職。
日本イギリス哲学会名誉会員、日本ピューリタニズム学会、日本イギリス理想主義学会会長、日本デューイ学会、比較思想学会、日本道徳教育学会、広島哲学会会員。
2012年4月瑞宝中綬章受章。

## 学風
イギリス理想主義のトーマス・ヒル・グリーン、アメリカ・プラグマティズムのジョン・デューイを研究、その思想の近代日本への影響をもテーマの一つとし、綱島梁川と河合栄治郎に焦点を当てている。
道徳教育について研究を進め、主として価値選択の道徳教育、自己実現の道徳教育を主テーマとし、さらには生命倫理の問題にも取り組んでいる。

## 著書
- 『グリーンの倫理学』（明玄書房） 1968年
- 『トマス・ヒル・グリーン研究 - その思想形成と哲学』（理想社） 1974年
- 『価値選択の道徳教育』（以文社） 1985年
- 『デューイ倫理学の形成と展開』（以文社） 1988年
- 『自己実現の道徳と教育』（以文社） 1993年
- 『デューイとフロム - 人間疎外の問題を中心として』（日本教育研究センター） 1993年
- 『綱島梁川 - その人と思想』（大空社） 1997年
- 『21世紀に生きる力 - その哲学と教育』（北樹出版） 1998年
- 『社会生活と心の教育の内容』（日本図書センター、「心の教育」実践大系9） 1999年
- 『生命倫理の問題と人間の生き方』（北樹出版） 2000年
- 『人間形成論入門』（北樹出版） 2002年
- 『近代日本の思想家とイギリス理想主義』（北樹出版） 2007年
- 『道徳「特別教科化」の歴史的課題 - 近代日本の修身教育の展開と戦後の道徳教育』（北樹出版） 2015年

### 編著
- 『H・シジウィク研究 - 現代正義論への道』（以文社） 1992年
- 『近代イギリス倫理学と宗教 - バトラーとシジウック』（晃洋書房） 1999年
- 『イギリス理想主義の展開と河合栄治郎 - 日本イギリス理想主義学会設立10周年記念論集』（世界思想社） 2014年

### 共編著
- 『道徳教育の探究』（虫明竌, 木原孝博共著、誠信書房） 1966年
- 『綱島梁川の生涯と思想』（虫明竌共編、早稲田大学出版部） 1981年
- 『T・H・グリーン研究』（藤原保信と責任編集、御茶の水書房、イギリス思想研究叢書） 1982年
- 『戦後道徳教育を築いた人々と21世紀の課題』（廣川正昭共編、教育出版） 2012年

## 参考
- [ISBN 978-4-7907-1612-9]